# レントラックス
株式会社レントラックス（英: Rentracks CO.,LTD.）は、東京を拠点にインターネット広告事業やコンサルティング事業を営む企業である。
自社が運営するクローズドASPサービスウェブサイト等を通じた広告収入が主な収益源である。

## 沿革
- 2005年12月 - 株式会社コエルを設立。
- 2006年1月 - 株式会社レントラックスに商号変更。
- 2015年4月 - 東京証券取引所マザーズに上場。
- 2022年4月4日 - 東京証券取引所グロースへ移行。